# ديبي فريدمان
ديبي فريدمان (بالإنجليزية: Debbie Friedman)‏ هي كاتبة غنائية وملحنة ومغنية مؤلفة أمريكية، ولدت في 23 فبراير 1951 في أوتيكا في الولايات المتحدة، وتوفيت في 9 يناير 2011 في ميسيون فيجو في الولايات المتحدة بسبب ذات الرئة.

## وصلات خارجية
- الموقع الرسمي
- ديبي فريدمان على موقع ميوزك برينز (الإنجليزية)